# Kabupaten de Kolaka

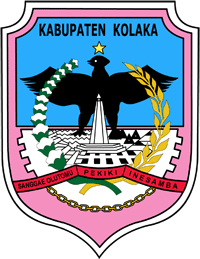
Emblème de Kabupaten de Kolaka

Le kabupaten de Kolaka, en indonésien Kabupaten Kolaka, est un kabupaten d'Indonésie dans la province de Sulawesi du Sud-Est.

## Géographie
Le kabupaten est bordé par :
- Au nord, celui de Kolaka du Nord,
- À l'est, ceux de Konawe et Konawe du Sud,
- Au sud, celui de Bombana et
- À l'ouest, par le golfe de Bone.

La topographie du kabupaten consiste en montagnes et collines qui s'alignent selon une orientation nord-sud. Le point culminant du kabupaten est le mont Mekongga (2 799 m), qui est également celui de la province.

## Subdivisions administratives
Le kabupaten est subdivisé en 14 districts.